# 편도 (도검)

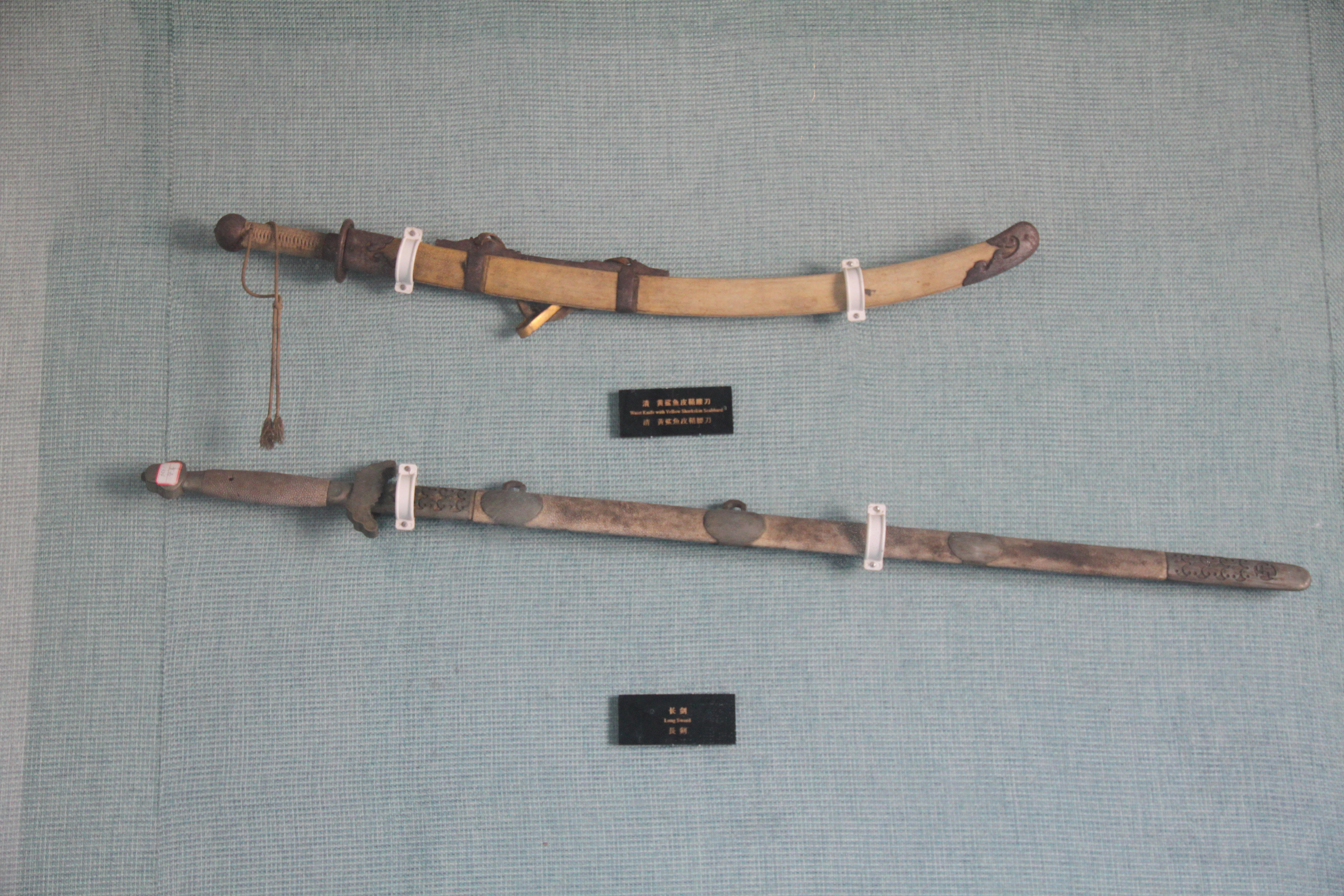
두 개의 청나라 검: 위의 검은 아래의 검과 형태가 다른 편도를 암시하는 곡선을 보여준다.

편도(중국어: 片刀, 병음: niúwěidāo, 직역: 쪼개는 칼)는 명나라 말기에 사용된 도의 일종이다. 베고 자르는 데 사용되는 깊게 구부러진 도로, 샴쉬르(shamshir), 시미터와 매우 유사했다. 꽤 흔하지 않은 무기로 일반적으로 척후병이 방패와 함께 사용했다.

## 같이 보기
- 우미도
- 안모도
- 도 (중국)